# Težka kovina
Težke kovine so skupina kovin, ki imajo specifično gostoto večjo od 5 kg/dm3 in nekatere med njimi so strupene. Vendar je to le ohlapna definicija; stroga opredelitev ne obstaja. Po navadi se med težke kovine uvrščajo prehodne kovine, nekatere polkovine, lantanoidi in aktinoidi. Nekatere opredelitve temeljijo na gostoti, druge na atomskem številu ali atomski masi, včasih pa definicija sloni na kemijskih lastnostih oziroma toksičnih značilnostih. Tudi same mejne vrednosti posameznih parametrov se razlikujejo; na primer po definiciji po Bjerrumu so težke kovine tiste, ki imajo specifično gostoto nad 7 kg/dm3.
Zaradi protislovnih opredelitev ter pomanjkanja enotne znanstvene podlage za razvrstitev kovin v omenjeno skupino označuje IUPAC izraz težke kovine za zavajujoč. Iz istih razlogov je tudi definicija lahkih kovin neenotna in nedorečena.
Pogosto se izraz težke kovine uporablja nepravilno, za vse kovine in polkovine, ki se pojavljajo kot onesnažila v okolju, na primer tudi aluminij, ki sicer po gostoti ne spada mednje. Posledično novejša toksikološka literatura uporablja samo izraz kovine, izraz težke kovine pa se opušča.